# Capkekz
Capkekz (bürgerlich Jassin Arrais; * 27. Mai 1979 in Köln) ist ein deutschsprachiger Rapper, Musikproduzent und Labelinhaber marokkanischer Abstammung, der dem Subgenre des Straßenraps zugeordnet wird. Er erlangte erstmals öffentliche Aufmerksamkeit im Jahr 2004 durch seine musikalische Zusammenarbeit mit dem Rapper Eko Fresh, bei dessen Label German Dream er unter Vertrag stand. Nach der Veröffentlichung eines Albums im Jahr 2015 bei dem Musiklabel Milfhunter Records, dem Label des Rappers Al-Gear, und einer EP 2017 beim Independent-Label Versunkene Fabrik, veröffentlicht er seit 2021 seine Musik unter seinem eigenen Label "Hustle macht den König". Capkekz tritt öffentlich auch unter den Namen Capo, Capo di Tutti Capi und Capo di Frutti auf. Capkekz ist bekannt für seine raue Stimme, seine Texte über das Leben auf der Straße und seinen Gesang.

## Biografie

### Kindheit und Musikalische Anfänge bis Ende 2003
Capkekz wurde als Sohn marokkanischer Einwanderer in Köln geboren und wuchs dort auf. In einem Interview im Jahr 2024 im Format „10 Fragen“ des Rappers Bero Bass erzählte er, dass er bereits mit 12 Jahren während seiner Schulzeit ein Interesse an Hip-Hop entwickelte. Inspiriert durch Breakdance sowie US-amerikanischen und französischen Rap, gründete er gemeinsam mit zwei Mitschülern eine Rapgruppe, bevor er Mitte bis Ende der 1990er Jahre begann, seine musikalischen Tätigkeiten zu professionalisieren.
Seine ersten öffentlichen Schritte in der Rapmusik unternahm Capkekz als Mitglied der Rapgruppe „Die üblichen Verdächtigen“, zu der Künstler wie Tatwaffe (Die Firma), G-Style, Atze Stress, Emek und Macky Messer gehörten. Die Musik der Gruppe wurde im Studio des Kölner Produzenten Bazzazian, der damals unter dem Namen Benny Blanco bekannt war, aufgenommen.
Capkekz war unter anderem auf der 2002 erschienenen Compilation „Splash! Masterblaster“ mit dem Track „Unser Teil“ sowie auf der 2003 von den Ventura Bros. veröffentlichten LP „Lieben oder Hassen“ mit den Songs „Die Zeit ist gekommen“, „Wie eine Hand“ und „Sommerzeit“ zu hören.

### 2004 bis 2019: German Dream, Milfhunter, Versunkene Fabrik und Cap Royal EP

#### 2004 bis 2013: Zeit bei German Dream
2003 lernte Eko Fresh Capkekz im Kölner Musikstudio des Produzenten Bazzazian kennen, nachdem er durch G-Styles Gastbeitrag auf DJ Tommeks Hit-Single "Gangstaville Pt. III" mit ihm in Kontakt gekommen war. Beim Videodreh zu "Ich bin jung und brauche das Geld" vertiefte sich ihre Zusammenarbeit. Laut eigener Aussagen unterstützte Capkekz Eko Fresh bei seinem Umzug von Berlin nach Köln, indem er ihm vorübergehend seine Wohnung zur Verfügung stellte. Seit 2004 war Capkekz gemeinsam mit den Rappern Summer Cem und Manuellsen, dem Produzenten Kingsize, sowie den Sängern Ramsi Aliani und Valezka festes Mitglied des von Eko Fresh in Köln gegründeten Hip-Hop-Labels German Dream. Auch nachdem Künstler wie Manuellsen und Ramsi Aliani das Label verließen und neue Mitglieder wie die Rapper La Honda, Kay One, SDiddy und Farid Bang hinzukamen, blieb Capkekz dem Label treu.
Zwischen 2004 und Ende 2008 trat Capkekz vor allem als Gastmusiker und Produzent auf Veröffentlichungen des Labels German Dream in Erscheinung. So war er 2004 als Feature auf dem Song "Millionär" vom Kollaboalbum "Dünya Dönüyor" von Eko Fresh & Azra zu hören. 2005 war er auf Summer Cems Mixtape "Summer Cem wird ein Star" sowohl als Gastmusiker auf dem Track "Zeig die Scheine" als auch mit dem Solotrack "Capkekz Town" vertreten. Auf dem im März 2005 veröffentlichten Labelsampler "German Dream Allstars" war Capkekz insgesamt neunmal vertreten und arbeitete neben Eko Fresh und Summer Cem auch mit Künstlern wie Manuellsen, Tatwaffe, Charnell, Ramsi Aliani sowie den US-Rappern Proof und Bizarre aus Eminems Gruppe D-12 zusammen. Neben seinem Solosong "Cologne City" war er auf den Kollabosongs "Nicht mehr normal", "Messerstich", "Asphalt 2", "Augen zu und durch", "Press Play", "Leben eines G’s", "Hood" und "Wir haben’s geschafft" vertreten.
Im Zuge des damaligen Rap-Beefs zwischen Eko Fresh und Kool Savas unterstützte Capkekz Eko Fresh durch Gastbeiträge auf dessen 2005 geplantem, aber letztlich unveröffentlichtem Mixtape "Fick deine Story". Dabei disste Capkekz im Song "OR Killers" und "Savas Hunters" neben Kool Savas auch die Rapper Ercandize, Caput und Amar, die damaligen Signings auf Kool Savas’ Label "Optik Records". Auf Eko Freshs im Dezember 2005 offiziell veröffentlichtem Mixtape "Fick immer noch deine Story" ist Capkekz auf den Songs "Bang Bang" und "Standard" vertreten.
2006 war Capkekz als Feature auf dem Song "Das ist mein Viertel" auf Eko Freshs Album "Hart(z) IV" zu hören. Zudem steuerte er Gastbeiträge zum "Evangelium Remix" der Single "Gheddo" von Eko Fresh sowie zur B-Seite "Alle reden drüber" der Single "Ek is back" von Eko Fresh und G-Style bei. Außerdem war er gemeinsam mit Eko Fresh und SDiddy auf dem Freetrack „Hartz 1“ vertreten.
Capkekz produzierte den Beat für die im Jahr 2007 veröffentlichte Single "Ring frei" von Eko Freshs Soloalbum "Ekaveli" und war auf dem Track "Ihr Herz ist so Ghetto" als Feature vertreten. Im selben Jahr kollaborierte er mit La Honda auf dem Song "Viva La Razza" von deren Debütalbum "Gorillas im Nebel" sowie auf dem Freetrack "Halloween".
Nachdem Capkekz im Frühjahr 2008 auf dem Song „Kölsch Bloot“ von SDiddys Album „21 Gramm“ und danach im Sommer 2008 auf dem Song "Bladi Musik" von Farid Bangs Album "Asphalt Massaka" zu hören war, veröffentlichte er im Dezember 2008 sein erstes Solomixtape "Der Kalif von Köln", um die Promotion für sein eigenes Soloalbum "Cap der Angst" zu starten. Das Mixtape der "Kalif von Köln" belegte Platz 3 in der Kategorie "Bestes Mixtape" bei den HipHop.de Awards 2008.

#### 2009 – Cap der Angst
Im Dezember 2008 veröffentlichte Capkekz das kostenlose Mixtape „Der Kalif von Köln“, um sein für April 2009 geplantes Debütalbum „Cap der Angst“ zu bewerben. Das Mixtape umfasst 16 Titel und enthält Gastbeiträge von Eko Fresh, Summer Cem, Tuface und Gangsta Lu.
Im Rahmen weiterer Promotion für „Cap der Angst“ wurden im Vorfeld unter anderem die Freetracks "Cap der Angst kommt" als HipHop.de Exclusive „German Dream is back“ mit Eko Fresh und Farid Bang sowie ein Solotrack von Eko Fresh namens „100 Bars Cap der Angst Exclusive“ veröffentlicht. Zudem bewarb Capkekz sein Album in Interviews auf HipHop-Plattformen wie Backspin und Mixery Raw Deluxe.
Am 3. April 2009 veröffentlichte Capkekz schließlich sein erstes Soloalbum „Cap der Angst“ über German Dream. Das Album umfasst 18 Titel, wurde von Capkekz und Kingsize gemeinsam produziert und erhielt überwiegend positive Kritiken. Gastbeiträge auf dem Album stammen von Eko Fresh, Summer Cem, SDiddy, Farid Bang, G-Style, 4Real, Hakan Abi und Kingsize.
Zu dem Album wurden Videos zu den Singles „Cap der Angst“ mit Summer Cem, „Hör auf dich“ mit Eko Fresh und „Live dabei“ veröffentlicht. Ein „Making of“ zum Video „Hör auf dich“ wurde ebenfalls veröffentlicht.
Neben der Audio-CD ist das Album auch in einer „Remastered“-Version auf Streaming-Plattformen wie Spotify verfügbar.

#### Nach „Cap der Angst“ bis Ende 2013
Nach der Veröffentlichung seines Soloalbums „Cap der Angst“ brachte Capkekz bis zu seinem zweiten Album „Capoera“ im Jahr 2015 mehrere Freetracks heraus und trat als Gastmusiker auf Alben von Künstlern des German Dream-Labels auf. In dieser Zeit arbeitete er außerdem mit dem R&B-Sänger Ado Kojo sowie verschiedenen Rappern aus Nordrhein-Westfalen zusammen, darunter Al-Gear, Bero Bass, Crazy Kanaks, Nabil M, Karakan und Tuface.
Capkekz war 2010 auf dem Track „Klick Klick Boom“ von Farid Bangs Album „Asphalt Massaka 2“ zu hören, wo er den Berliner Rapper Alpa Gun disste. Im selben Jahr war er auf Summer Cems Soloalbum „Feierabend“ auf „Wohin mit mir“ gefeatured. 2011 folgten Beiträge auf dem „Goodfellas Übernahme Remix“ auf der MZEE-Version von Farid Bangs Album „Banger leben kürzer“ und auf „Du wolltest mich verraten“ von Eko Freshs „Ekrem“.
Auf der Compilation „The Big Branx Theory“ von Hakan Abi, die im Dezember 2011 erschien, war Capkekz sechsmal vertreten, unter anderem in Zusammenarbeit mit Haftbefehl und Celo & Abdi. Während „Was habt ihr für Probleme“ ein Solotrack von ihm war, trat er bei „German Dream Allstars“, „German Dream vs. Azzlackz“, „Grembranx Hard Knocks“, „German Dream 4 Life“ und „Die City am Dom“ als Feature-Gast auf. Zudem wirkte beim Song „Mach nicht diese“ mit Al-Gear, Hakan Abi und Tekken Bugatti mit, das als Musikvideo im Rahmen der Promotion eines neuen T-Shirts im Grembranx-Shop veröffentlicht wurde.
2013 steuerte Capkekz gemeinsam mit Rapper Frauenarzt einen Gastbeitrag zu dem Song „Ich bin im Reinen mit mir“ auf Eko Freshs Album „Eksodus“ bei, zu dem auch ein Musikvideo gedreht wurde. Außerdem war er auf Karakans „Mein Leben ist ein Knast 2“ zu hören, zu dem ebenfalls ein Video entstand.

#### 2014 bis 2015: Zeit bei Milfhunter Records
Zwar wurde nie eine offizielle Trennung zwischen Capkekz und German Dream bekannt gegeben, dennoch unterschrieb er im Jahr 2014 bei „Milfhunter Records“, dem Musiklabel des Düsseldorfer Rappers Al-Gear. Nachdem er zuvor auf Al-Gears Top10 Album "Wieder mal angeklagt" auf dem Song „Qual der Wahl“, sowie auf dem von Blokkmonsta veröffentlichten Kollabotrack „Blokkhaus Allstars“ vertreten war, veröffentlichte Capkekz am 9. Januar 2015 sein zweites Soloalbum „Capoera“ über Milfhunter Records. In Interviews mit TV Strassensound und HipHop.de erklärte Capkekz die lange Pause zwischen seinem ersten Soloalbum von 2009 und „Capoera“ damit, dass er eine Auszeit benötigte und sich zeitweise auch im Ausland, beispielsweise in Spanien, aufhielt. Auf dem Album sind Gastbeiträge von Eko Fresh, Summer Cem, Farid Bang, Blokkmonsta, Toni der Assi, Timeless, Massiv, Al-Gear, El-Mouss, Joka, Nabil M., Shadil, Amazhone und Capital vertreten. Die Produktion des Albums übernahmen Capkekz selbst, der Schweizer Produzent ZH Beatz, Abaz, Johnny Pepp und Gunfight. Die Features mit Eko Fresh, Summer Cem und Farid Bang wurden in Interviews hervorgehoben, um den Fans von German Dream zu signalisieren, dass es zwischen den Künstlern keine Konflikte gibt. Zu dem Album wurden die Videos „Rache ist süß“, „Schaufensterkanake“ als Videopremiere auf HipHop.de und, das mittlerweile auf privat gestellte „Sabir“ mit Eko Fresh & Shadil veröffentlicht. Während der Promophase des Albums erregte der wieder aufkommende Streit zwischen Al-Gear und Rapper Firuz K im November 2014 öffentliche Aufmerksamkeit. Capkekz stellte sich dabei auf die Seite von Al-Gear und unterstützte ihn in seinem Konflikt mit Firuz K, unter anderem durch seine Teilnahme am Videoblog „Da Vinci Code Reloaded/96 Hours“, von Al-Gear der gegen Firuz K gerichtet war. Das Album erschien sowohl als CD als auch in einer limitierten „Milfhunter Edition“, die eine Instrumental-CD sowie weitere Bonusinhalte wie ein Poster und eine Autogrammkarte enthielt. Es gelang dem Album nicht, sich in den deutschen Top 100 Albumcharts zu platzieren.

#### 2017 bis 2019: Zeit bei Versunkene Fabrik und Cap Royal EP
In einem Interview im Format #waslos von Rooz Lee gab Capkekz bekannt, nicht mehr Teil von „Milfhunter Records“ zu sein, betonte jedoch, dass die Trennung einvernehmlich erfolgte und er weiterhin ein gutes Verhältnis zum Labelchef und Rapper Al-Gear pflegt. Sein drittes Soloalbum „Capo di Tutti Capi“ (italienisch für „Boss der Bosse“) wurde stattdessen am 19. Mai 2017 über das Kölner Independent-Label Versunkene Fabrik veröffentlicht. Das Album enthält bewusst keine Gastbeiträge, da Capkekz den Aufnahmeprozess dadurch beschleunigen wollte. Im Rahmen der Promotion wurden Videoblogs, ein Videosnippet sowie die Videos „100 Bars“ und „Parachute“, letzteres als HipHop.de-Premiere, veröffentlicht. Obwohl das Album klanglich dem klassischen Boombap-Sound zuzuordnen ist und thematisch Conscious- und Straßenrap behandelt, enthält die Single „Parachute“ auch moderne HipHop-Elemente, wie beispielsweise Trap und Autotune. Das Album konnte sich nicht in den Top 100 der deutschen Albumcharts platzieren.
Obwohl keine offizielle Trennung zwischen Capkekz und dem Label „Versunkene Fabrik“ bekanntgegeben wurde, veröffentlichte Capkekz am 5. Juli 2019 in Eigenregie seine fünf Tracks umfassende „Cap Royal“ EP als digitales Release. Diese bot einen moderneren Sound und enthielt verstärkt Elemente aus Trap und Autotune. Zur EP wurden die Videos „Alles aus Prinzip“ und „Null Toleranz“ ausgekoppelt.

### 2021 bis heute: Hustle macht den König
Nachdem es von 2019 bis 2021 ruhig um Capkekz geworden war, meldete er sich im zweiten und dritten Quartal 2021 zurück und veröffentlicht seitdem wieder aktiv Musik auf seinen eigenen Kanälen. Gleichzeitig gerieten negative Aussagen über den Rapper Farid Bang und dem Management von dessen Label „Banger Musik“ zunehmend in den Mittelpunkt seiner öffentlichen Auftritte. In Videostatements und einem Interview im „100% Realtalk Podcast“ von MC Bogy & B-Lash äußerte Capkekz, dass er sich mehr öffentliche Unterstützung von Farid Bang und Banger Musik gewünscht hätte und warf ihnen vor, seiner Karriere bewusst Hindernisse in den Weg gelegt zu haben. Diese Anschuldigungen wurden weder von Farid Bang noch von dessen Label kommentiert.
Zeitgleich veröffentlichte Capkekz den Diss-Track „Finito“ sowie weitere Solo- und Kollaborationssongs mit dem Deutschrapper Hustla auf seinem selbst gegründeten Label „Hustle macht den König“. In den folgenden Monaten erschienen unter anderem die Musikvideos zu den Tracks „Fake Show“ und „H.M.D.K.“. Im November 2021 tauchte ein Video auf, das zeigt, wie Capkekz von fünf Männern attackiert wird; ein Zusammenhang mit Farid Bang konnte jedoch nicht bestätigt werden.
Von 2021 bis 2024 war Capkekz verstärkt in öffentliche Auseinandersetzungen verwickelt, die er oft selbst initiierte. Dabei richtete sich sein Hauptfokus auf Farid Bang und das Management von „Banger Musik“. Neben Statements in Instagram-Stories veröffentlichte er eine Reihe von Diss-Tracks, darunter „Finito“, „Finito 2“, „Finito Gold“, „Bis hierhin“ und „Message2Ralle“. Seit 2023 trat er vermehrt in Formaten des Ex-Rockers Ali Osman auf, wo er sich weiterhin kritisch über Farid Bang äußerte. Capkekz äußerte auch Kritik an seinem ehemaligen Labelchef Eko Fresh. In einem Interview mit Bero Bass im Jahr 2024 drückte er seine Enttäuschung darüber aus, dass Eko Fresh ihn nicht erwähnt, wenn er über die alte Zeit bei dessen Musiklabel German Dream spricht. Bero Bass, der ebenfalls Teil von German Dream war, teilte diese Einschätzung im Interview.
Seit Februar 2024 ist Capkekz der einzige Künstler bei „Hustle macht den König“. Im Interview mit Bero Bass erklärte er, dass er aufgrund seiner anhaltenden öffentlichen Konflikte davon absieht, neue Talente zu fördern, um sie nicht in diese Auseinandersetzungen hineinzuziehen.
Für 2025 hat Capkekz in einer Instagram-Fragerunde ein neues Soloalbum angekündigt.

## Diskografie

### Alben / Mixtapes
- 2008: Der Kalif von Köln (Online-Mixtape)
- 2009: Cap der Angst (Soloalbum)
- 2015: Capoera  (Soloalbum)
- 2017: Capo di Tutti Capi (Soloalbum)
- 2019: Cap Royal (EP)

### Singles
- 2009: Cap der Angst (feat. Summer Cem)
- 2009: Hör auf dich (feat. Eko Fresh)
- 2014: Rache ist süß
- 2014: My Money (feat. Al-Gear)
- 2014: Schaufensterkanacke
- 2014: Engel Weint

### Exclusives
- 2006: Hartz 1 (Mzee.com Exclusive)
- 2006: Jetzt kriegen wir dich (Internet Exclusive)
- 2009: Cap der Angst kommt (HipHop.de Exclusive)
- 2010: Verdammter Boden (MySpace Exclusive)

### Freetracks
- 2007: Komm uns nicht zu nah (feat. Ramsi Aliani & Summer Cem)
- 2007: Westside ist hier (feat. BTM Squad, Eko Fresh, Summer Cem & Farid Bang)
- 2007: Arm ausm Fenster (feat. Eko Fresh, Summer Cem & Hakan Abi)
- 2008: Halloween (feat. La Honda)
- 2008: Knastkarriere (feat. King Blade, Summer Cem, Izo & Dobermann)
- 2009: Land gefingert (feat. Nabil M. & Tuface)
- 2009: Ghetto Symphonie (feat. Crazy Kanaks)
- 2009: Live dabei
- 2009: Hartz Quattro
- 2009: Der Junge aus der Hood (feat. Ado Kojo)
- 2009: German Dream Is Back (feat. Farid Bang & Eko Fresh)
- 2009: Brechstangenstyle
- 2010: Marok Hymne (feat. Farid Bang & Nabil M.)
- 2010: Mein Ding
- 2011: Zu Gee für dich
- 2011: Grembranx Guerilla (feat. Hakan Abi & Prodycem)
- 2012: Ein kranker Tag (feat. Bero Bass)
- 2012: Kanacken Militär (feat. La Honda)